# 小島吉蔵
小島 吉蔵（吉藏、こじま きちぞう、1885年（明治18年）9月2日 - 1959年（昭和34年）2月20日）は、日本の陸軍軍人。最終階級は陸軍中将。

## 経歴
福岡県出身。農業・小島文右衛門の四男として生れる。熊本陸軍地方幼年学校を経て、1905年（明治38年）11月、陸軍士官学校（第18期）を卒業。翌年6月、騎兵少尉に任官し騎兵第12連隊付となる。
1915年（大正4年）7月、陸軍騎兵実施学校教官に就任し、1916年（大正5年）5月、騎兵大尉に昇進し騎兵第12連隊中隊長となる。1917年（大正7年）8月から1919年（大正8年）7月までシベリア出兵に出征。陸軍騎兵学校教導隊中隊長、騎兵監部員を務め、1923年（大正12年）8月、騎兵少佐に昇進し騎兵学校教官となる。陸士付、近衛騎兵連隊付、皇族附武官（春仁王付）を務め、1928年（昭和3年）3月、騎兵中佐に昇進。騎兵学校教導隊長兼教官を経て、1932年（昭和7年）8月、騎兵大佐に進み騎兵第2連隊長となる。
1934年（昭和9年）12月、騎兵第25連隊長に転じ、騎兵監部付を経て、1937年（昭和12年）8月、陸軍少将に進級し騎兵第4旅団長に就任し日中戦争に出征。1939年（昭和14年）10月、陸軍中将に昇進して騎兵集団長に就任し、1940年（昭和15年）12月に待命となり、同月、予備役に編入された。